# Бабук-Аул
Бабу́к-Ау́л (адыг. Бабыкъо къуадж) — заброшенное село, к моменту своего упразднения находившееся в составе Солохаульского сельского совета городского округа Сочи Краснодарского края.
Ныне на месте заброшенного села находится одноимённый кордон и метеостанция Кавказского заповедника. Здесь проходит часть «Эколого-туристического маршрута 1», ранее известного как Всесоюзный туристский маршрут № 30.

## География

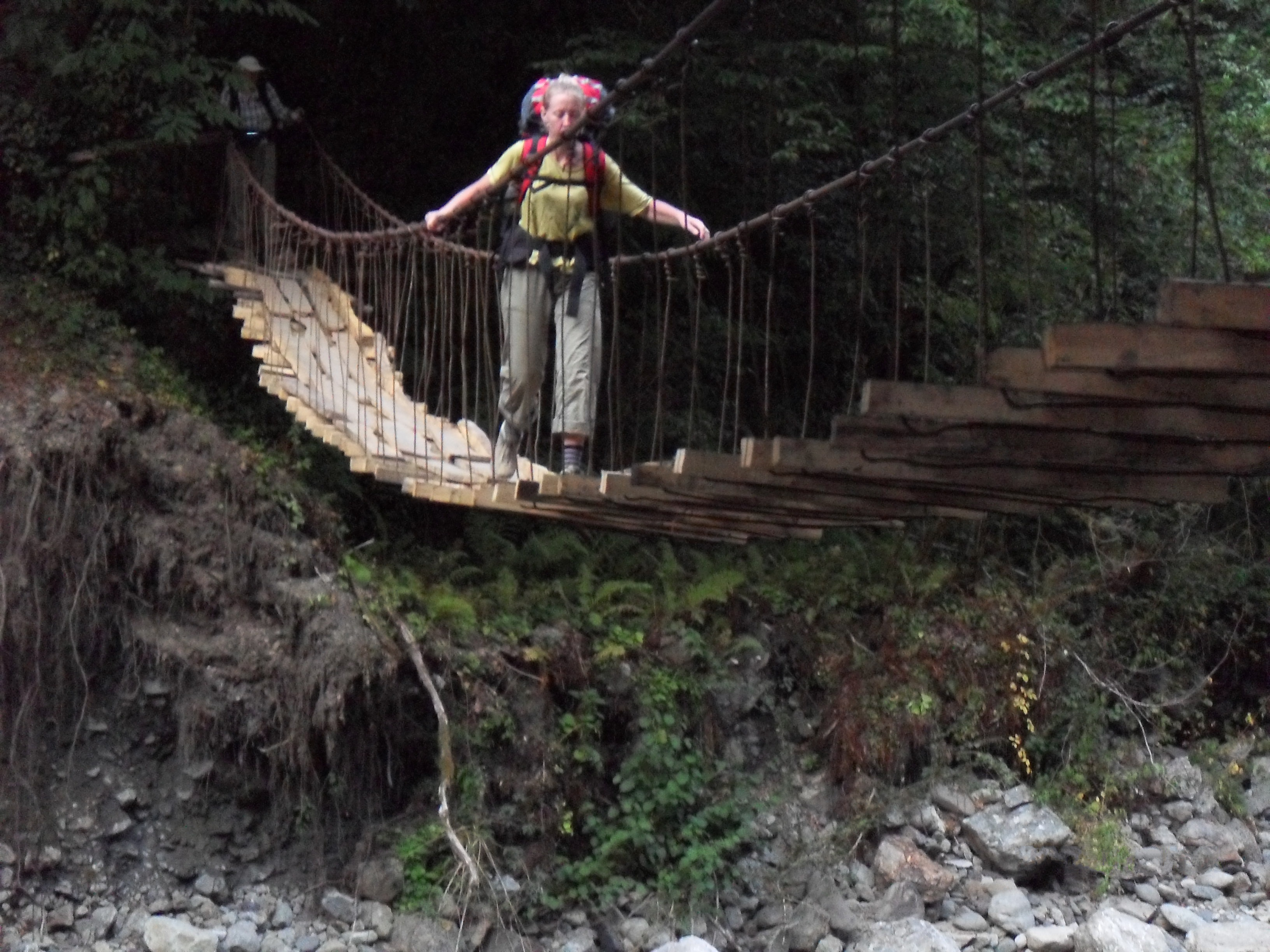
Мост по дороге в село

Село расположено в верховьях бассейна реки Шахе на платообразном междуречье рек Беюк и Бушуйка у юго-восточного подножья хребта Позднякова в 23 км к северо-востоку от села Солохаул и в 62 км от Центрального Сочи. В 5 км к северу от села находится урочище Хуко (где находятся одноимённые гора и озеро), в 10 км к северо-востоку перевалы Черкесский и Белореченский, которые выводят на северный склон Главного Кавказского хребта, а также урочище Лунная поляна (на которую ранее планировалось построить канатную и автомобильную дороги). На современных картах приют Бабук-Аул находится южнее.
Средние высоты на территории заброшенного села составляют 707 метров над уровнем моря. Абсолютные высоты достигают 1500 метров.
Климат переходный от субтропического к умеренному. Большое влияние на климат местности оказывает близость Главного Кавказского хребта, усиливающий континентальность. Среднегодовая температура воздуха составляет около +11,0°С, со средними температурами июля около +21°С, и средними температурами января около +4,0°С. Среднегодовое количество осадков составляет около 1600 мм. Основная часть осадков выпадает в зимний период.

## Этимология
В основе топонима мужское имя Бабук. Село названо в честь Хаджи Бабуко (Хаджи Бабуко Алим-Гирей), представителя знатной убыхской фамилии Берзек, жившего здесь в 1860-х годах.

## История

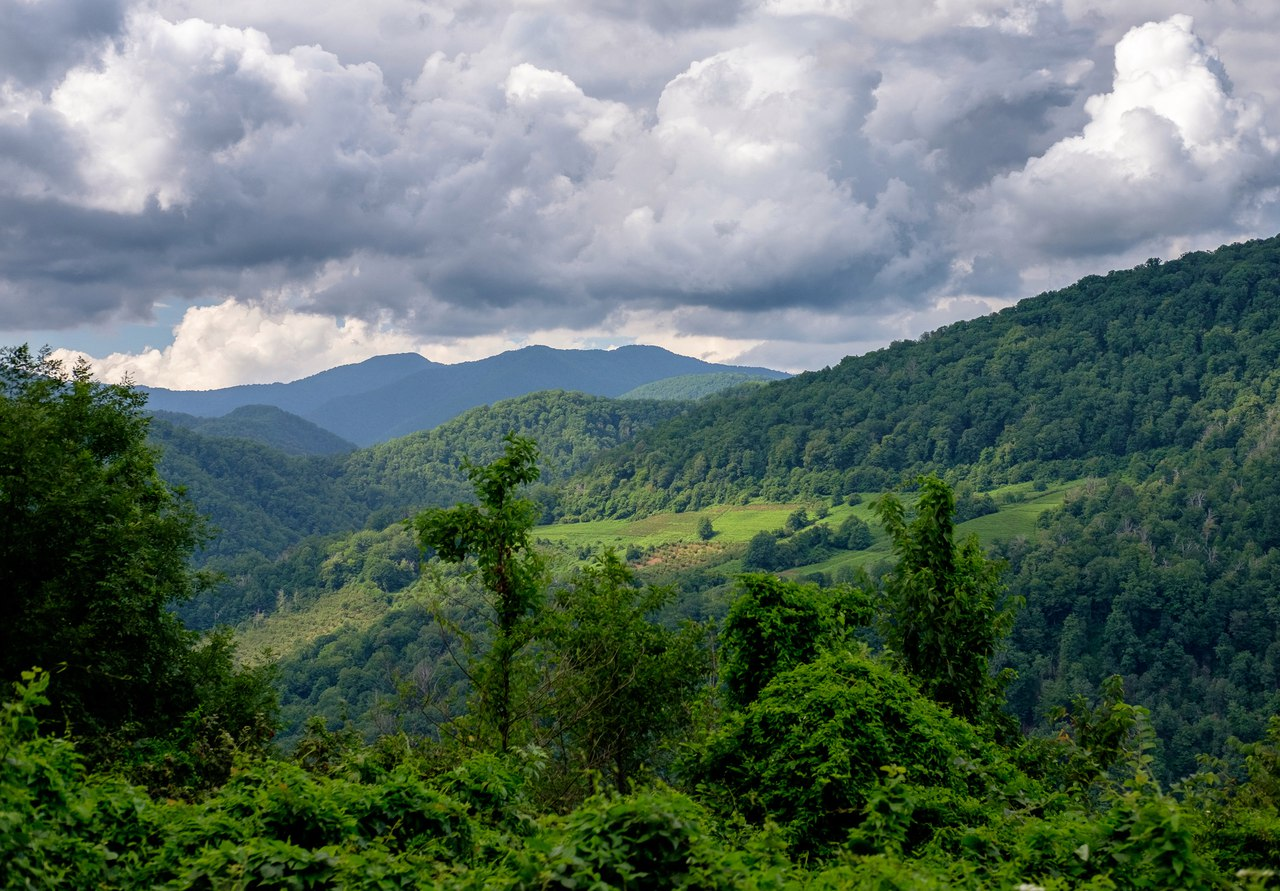
Окрестности села

До XIX века на месте села находилось смешанное убыхо-абадзехское поселение, возглавляемое родом Бабуков и получившее в русских источниках XIX века название Бабуков Аул.
В середине XIX века по территории села проходила Убыхская кордонная линия — так называемая последняя линия перехода Кавказской войны. В 1864 году здесь же Хаджи Бабуко изъявил покорность русским войскам для предотвращения разорения своего аула. Однако после завершения войны всё местное население в результате мухаджирства было переселено в Османскую империю.
С 1860-х годов местность, лежащая выше слияния рек Беюк и Монашка, была известна как урочище «Бабук-Аул», где находились развалины замка Алим-Гирея, а также сады, пашни и пастбища. Есть данные, что ранее здесь добывали медную и железную руды.
До конца XIX века урочище было заброшенным и заросло лиственным лесом. В 1897 году здесь был основан переселенческий посёлок, а в 1910—1911 годах казаками-некрасовцами было основано село Некрасовка. Они занимались земледелием, выращиванием зерновых и овощей, охотились. Село имело одну улицу длиной в 850 метров и с 68 дворами с однотипными домами. Село Бабуков Аул было зарегистрировано 1 января 1917 года в составе Сочинской волости Кубано-Черноморской области.
С 30 июня 1920 года по 18 мая 1922 года находилось в составе Туапсинского отдела Кубано-Черноморской области. Потом перешло в ведомость сначала Черноморского округа, затем Шапсугского национального района, а затем Лазаревского района Краснодарского края.
К началу 1920-х годов некрасовцы ушли из села, и их заменили семьи Деникинской армии, спасавшиеся от советской власти. Они тоже занимались земледелием, жили одной общиной в 68 дворов. В начале 1930-х годов чекисты вынудили их покинуть село. Вскоре село было преобразовано в колхоз «Трудовой путь», который заселили переселенцы из Украины, появилась коммуна «Заря гор» численностью несколько десятков человек, переселившихся из соседнего села Солохаул. Но село постепенно пустело из-за его удалённости от побережья и отсутствия инфраструктуры. В 1937 году колхоз распался. После Великой Отечественной войны здесь существовал филиал совхоза «Вардановский», было построено свыше 50 домов и завезены добровольцы.
С 26 декабря 1962 года, в связи с упразднением Лазаревского района, числилось в составе Туапсинского сельского района. С 12 января 1965 года перешло в состав Лазаревского района городского округа Сочи. Селение было упразднено в 1982 году, поскольку его покинуло население, однако его по прежнему отмечали на топографических картах (в частности, присутствует на карте ГГЦ 2000 года выпуска).

## Население
По данным на 1926 год, в Бабук-Ауле числилось 68 дворов с общей численностью населения в 219 человек. В селе в основном проживали русские — 170 человек (77,6 %) и украинцы — 47 человек (21,5 %). Из них 148 человек были записаны в казаки.

## Топографические карты
- Лист карты K-37-8-B.